# دولورس الكسندر
دولورس الكسندر (بالإنجليزية: Dolores Alexander)‏ هي صحفية وصاحبة مطعم أمريكية، ولدت في 10 أغسطس 1931 في نيوآرك في الولايات المتحدة، وتوفيت في 13 مايو 2008 في Palm Harbor, Florida ‏ في الولايات المتحدة.